# Schloss Nurmhusen

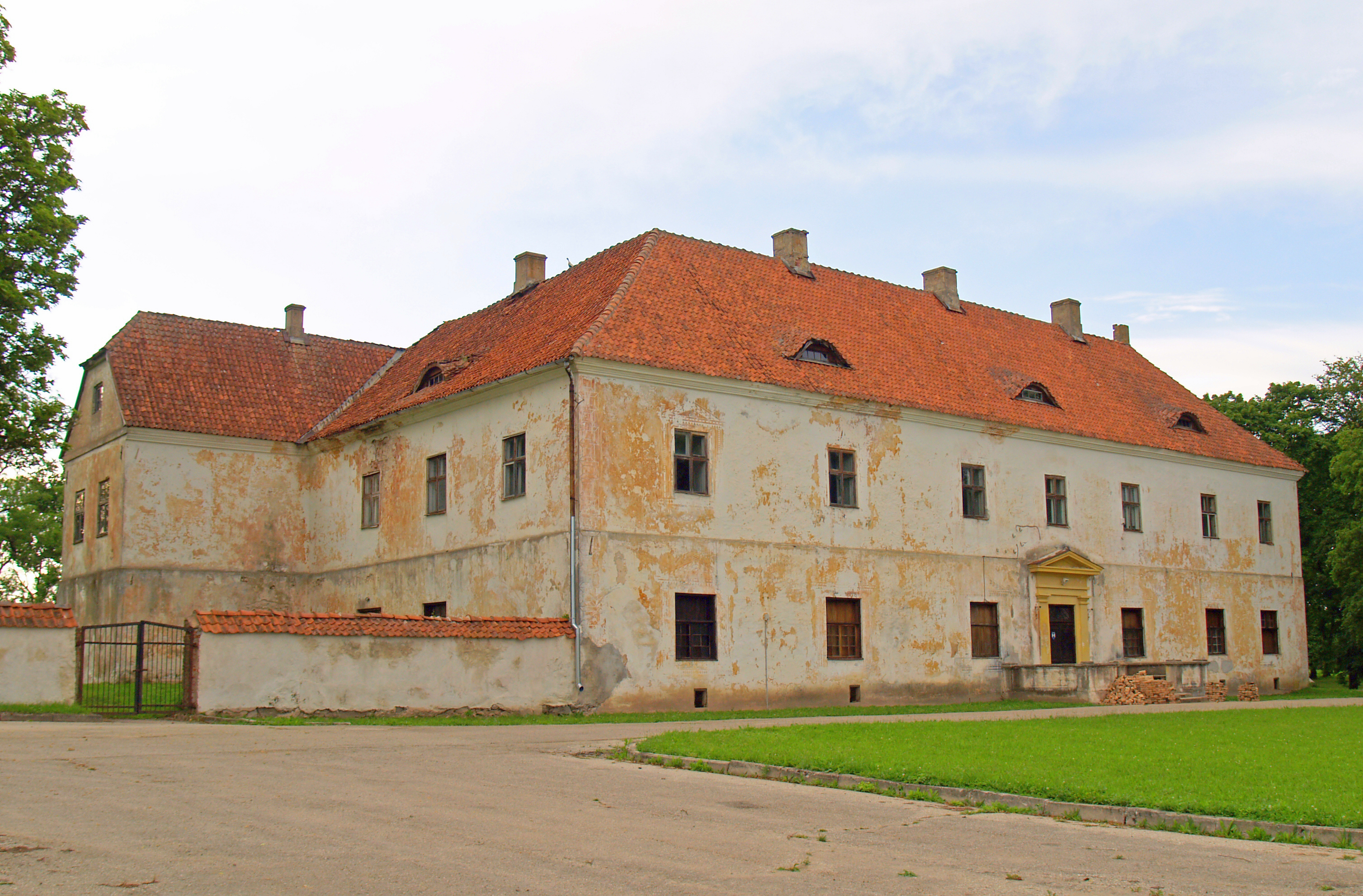
Schloss Nurmhusen

Das Schloss Nurmhusen (Nurmuiža) liegt im heutigen Ort Lauciene (bis 1940 Nurmusen bzw. Nurmhuiža) im Bezirk Talsi im westlichen Lettland.
Ort und Schloss haben ihren Namen von den Liven, die vor den Kuren hier siedelten und der Ortschaft ihren Namen gaben. Nurm bedeutet auf Livisch so viel wie „das Feld“.

## Geschichte

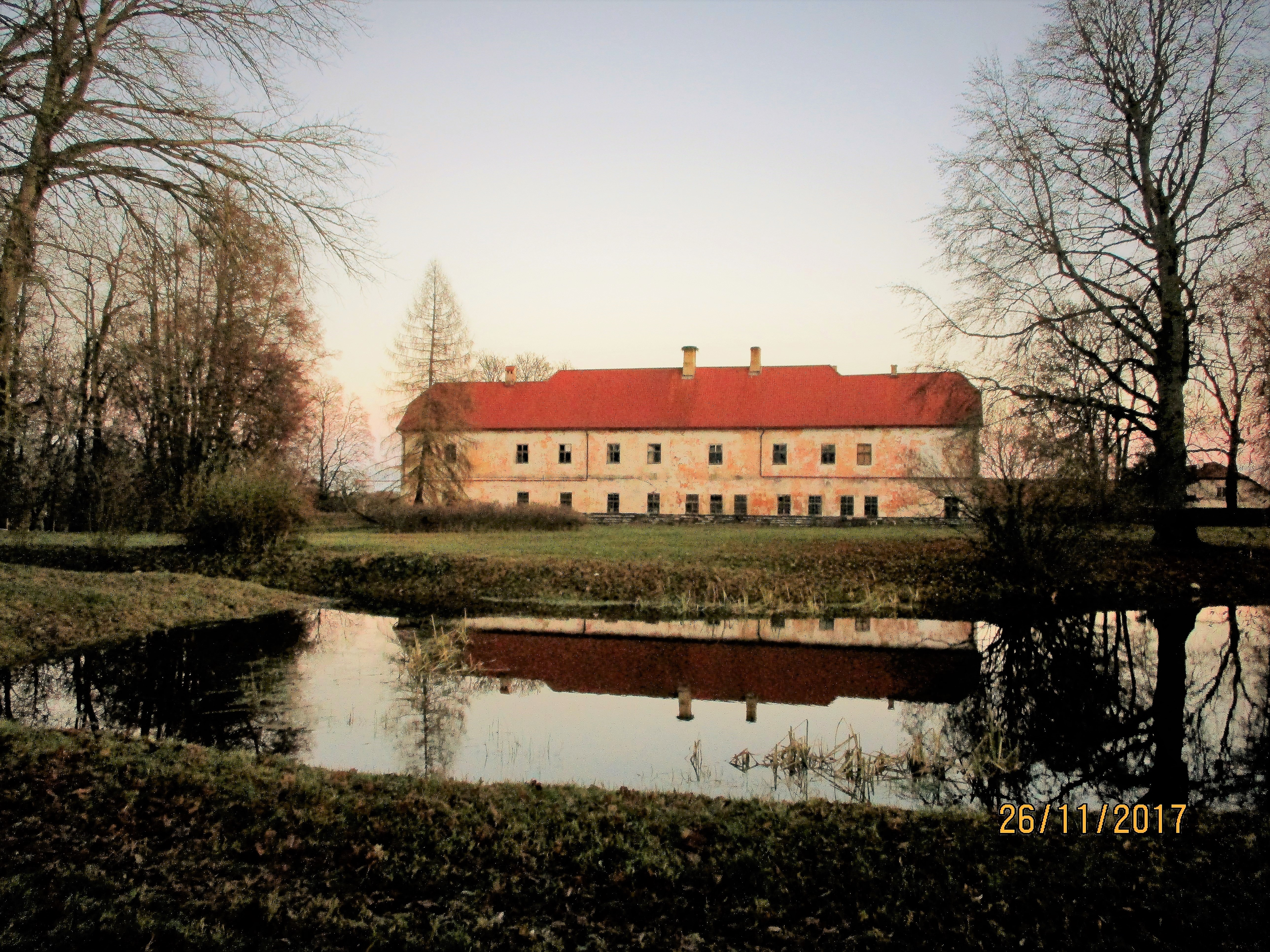
Schloss

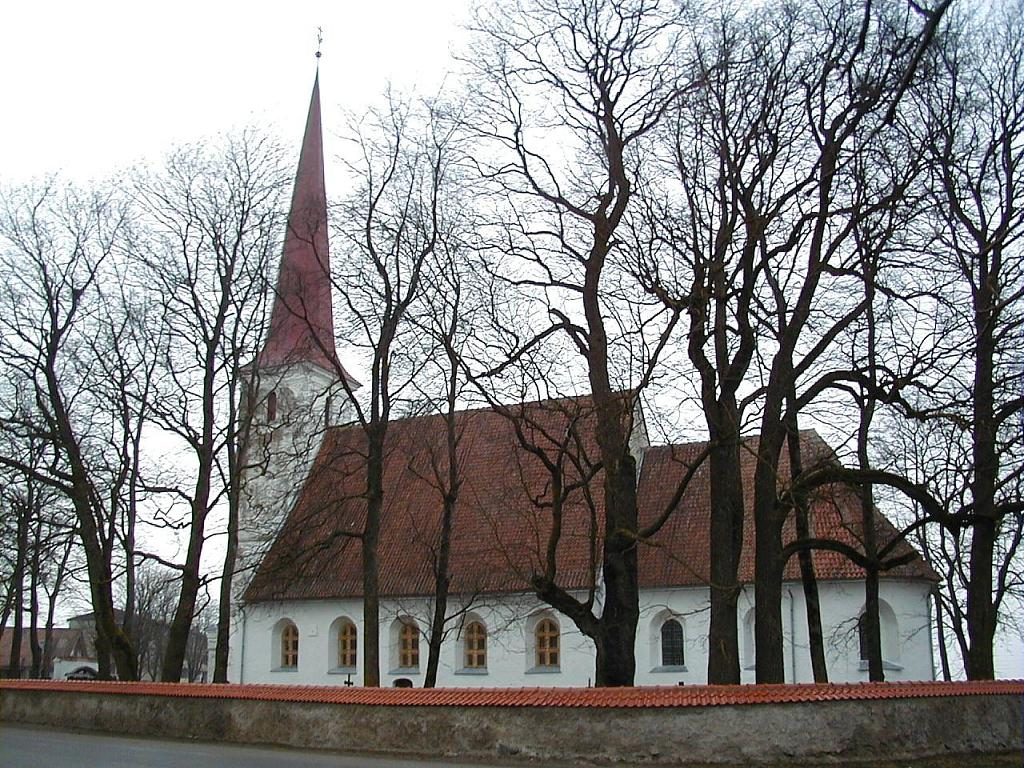
Kirche

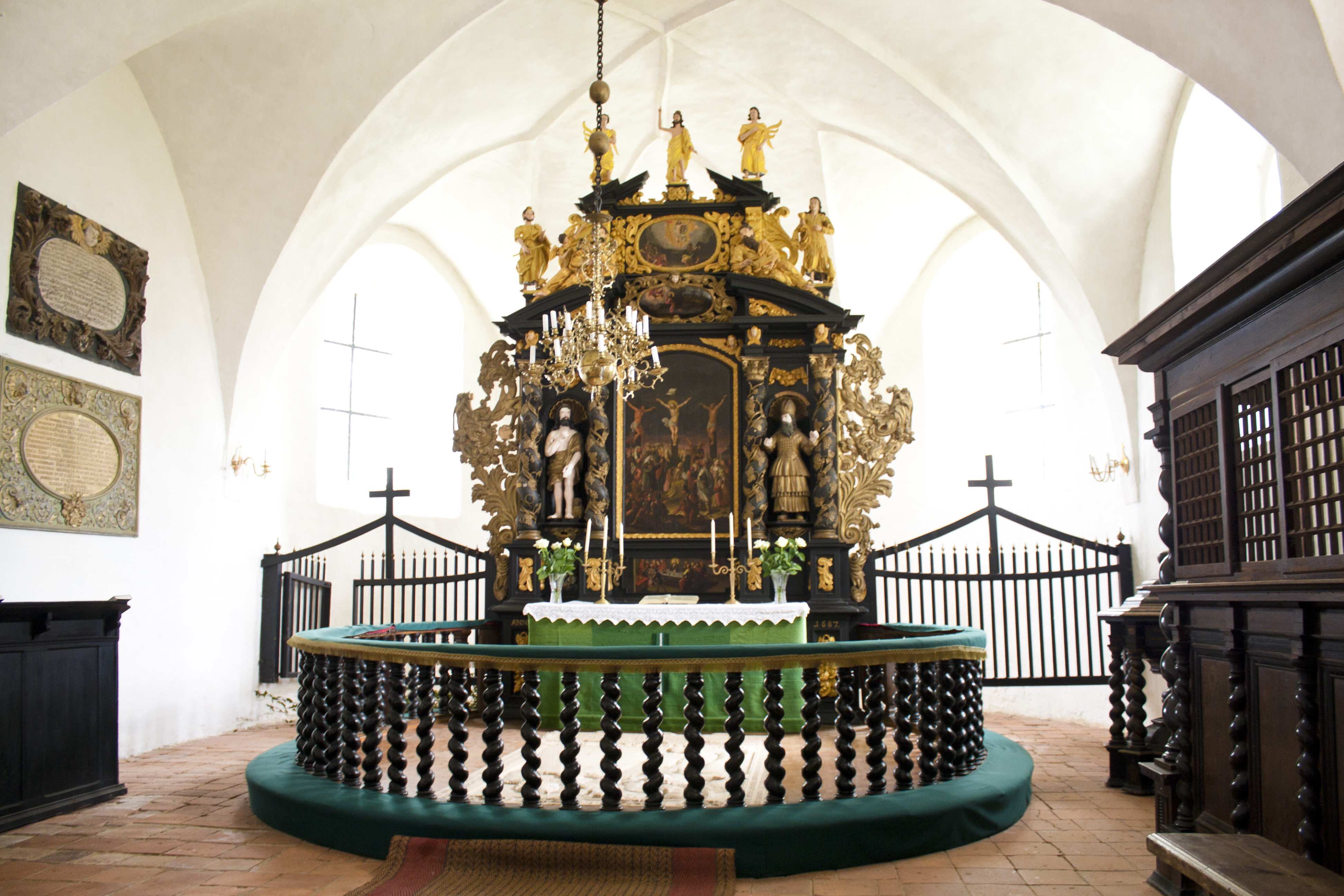
Altar und Epitaphe der von Fircks

Das Schloss von Nurmhusen (Nurmuiža) wurde Ende des 16. Jahrhunderts gebaut und ist eine der letzten vom Deutschorden gebaute Burg in Lettland. Dicke Mauern und quadratische Bauweise stehen für den charakteristischen Burgentyp des Ordens in der Region. Nicht aus strategischen Gründen gebaut, diente sie zur Organisation der Landwirtschaft und der Entwicklung der Region.
Das Gut, vor 1566 dem Vogt von Kandava gehörend, wurde in diesem Jahr von der Familie Fircks von Kurland (Georg von Fircks) übernommen. Vermutlich Ende des 16. Jahrhunderts erhielt das Schloss das heutige Aussehen: Vier Gebäude schließen einen kleinen Innenhof ein. Das Schloss ist ein befestigtes Anwesen, das aus einem rechteckigen zweistöckigen Zentralgebäude (Herrenhaus) mit südöstlich verlängerten Flügeln der Fassade besteht. Eine Besonderheit sind Sgraffito-Malereien, die die Außenwände des Schlosses verzieren: manieristische Ornamente, die um Fenster und Türen in Graffititechnik gesetzt wurden, sowie ein einfaches klassizistisches Eingangsportal, das den Haupteingang des Schlosses ziert. Eine Kapelle mit einem schönen gotischen Gewölbe im Erdgeschoss des westlichen Flügels des Schlosses ergänzt das Ganze.
Ein weiträumiger Schloss-Vorhof, der Torturm und Wirtschaftsgebäude kamen erst später zur Schlossanlage hinzu und wurden mit einem Landschaftspark ergänzt.
Georg von Fincks ließ 1594 auf eigene Kosten die evangelische Kirche von Nurmuiža errichten. Zwischen 1673 und 1687 wurde sie renoviert und mit neuer Innenausstattung versehen. Die Einrichtung ist bis heute erhalten. Mehrere Denkmäler bezeugen die verwendete dekorative Kunst des Manierismus. Es sind die Gräber von Georg und Anna von Fircks (1600) und ein Epitaph für Georg (1620) und Christopher (1696) von Fircks.
Anfang des 20. Jahrhunderts wurde das Schloss vom Architekt Vilhelms Bokslafs neoklassizistisch umgebaut: Eingangshalle, Treppenhaus und mehrere Räume des Schlosses. Im ersten Stockwerk sind noch die Repräsentationsräume des Schlosses erhalten, Speisezimmer, Empfangssaal und Musikpavillon erhalten. Eine Vielzahl von Säulen, weiß glasierte Kopien von klassizistischen Kachelöfen, ein reichlich verzierter Kamin und dekorative Wände und Decken sind Zeugnis des Umbaus und werden heute als eines der wirkungsvollsten Beispiele für neoklassizistische Innenausstattungen in den Schlössern von Lettland angesehen.
Das Schloss gehörte bis 1920 (Enteignung) dem Geschlecht der Fircks. Letzter Herr (Majoratsherr) auf Nurmhusen war wohl Ernst Heinrich Otto Freiherr von Fircks (1866–1914), seit 1893 verheiratet mit der Schriftstellerin Freifrau Alice Constance Natalie Virginie von Fircks, geborene von Rahden.

## Heutige Nutzung
Seit dem Jahr 2004 wird das Schloss von der „Nurmuižas pils“ GmbH (Schloss von Nurmhusen) bewirtschaftet und ist wieder in Privateigentum.